# Herichthys carpintis
Herichthys carpintis (tiếng Anh: lowland cichlid, pearlscale cichlid hoặc green Texas cichlid) là một loài cá thuộc họ Cá hoàng đế (Cichlidae), đặc hữu Mexico, nó sống ở sông Pánuco và sông Soto La Marina. Chiều dài tối đa của loài này là 17 xentimét (6,7 in) SL.